# Dự án Phục hồi môi trường và Khắc phục hậu quả chiến tranh
Dự án Phục hồi môi trường và Khắc phục hậu quả chiến tranh thường được gọi tắt là Dự án RENEW (Restoring the Environment and Neutralizing the Effects of the War) là một mô hình quản lý tổng hợp lồng ghép nhằm giải quyết vấn đề bom mìn và vật liệu nổ sau chiến tranh.
Dự án RENEW™, một nỗ lực chung giữa quốc tế và địa phương nhằm "phục hồi môi trường và khắc phục hậu quả chiến tranh ", do Quỹ Tưởng niệm cựu chiến binh Mỹ tại Việt Nam (VVMF) tài trợ, với nguồn kinh phí ban đầu từ E*TRADE Group, Inc., một công ty hàng đầu thế giới chuyên dịch vụ tài chính cá nhân trực tuyến, có trụ sở ở Menlo Park, California (Chủ tịch của E*TRADE Group, Inc. là ông Christos Cotsakos đã từng phục vụ cho quân đội Mỹ tại Quảng Trị từ năm 1967 đến năm 1968); từ Quỹ Freeman ở Stowe, Vermont; từ vợ chồng cựu đại sứ Mỹ tại Việt Nam Douglas "Pete" Peterson; từ Quỹ Nhi đồng LHQ (UNICEF); từ tổ chức Adopt-A-Minefield; từ Bộ Ngoại giao Mỹ;...
Dự án RENEW™ đã được Thủ tướng Chính phủ Việt Nam chính thức phê duyệt ngày 5/7/2001.
Dự án RENEW™ có đội ngũ nhân viên là người Việt Nam; có kinh phí, hỗ trợ kỹ thuật từ bên ngoài theo yêu cầu.